# ليزبيث لست
ليزبيث لست (بالهولندية: Liesbeth List)‏ (1941 - 2020)، هي مغنية وممثلة هولندية.
من مواليد مدينة باندونغ اندونيسا في 12 ديسمبر 1941. وتوفيت بمدينة سوست هولندا يوم 25 مارس 2020.

## روابط خارجية
- ليزبيث لست على موقع IMDb (الإنجليزية)
- ليزبيث لست على موقع ميوزك برينز (الإنجليزية)
- ليزبيث لست على موقع أول موفي (الإنجليزية)
- ليزبيث لست على موقع ديسكوغز (الإنجليزية)
- ليزبيث لست على موقع قاعدة بيانات الفيلم (الإنجليزية)